# Craig Moore
Craig Andrew Moore (Sídney, Australia, 12 de diciembre de 1975) es un exfutbolista australiano. Jugó de defensa central y pasó por varios clubes entre los que se encuentran el Glasgow Rangers de Escocia, Borussia Mönchengladbach de Alemania y el Newcastle United de Inglaterra. 

## Trayectoria

### Glasgow Rangers
Luego de dejar un programa deportivo conocido como el Instituto Australiano del Deporte en el cual se inició, Moore se integró a las divisiones menores del Glasgow Rangers y poco a poco se fue afianzando en el equipo hasta llegar a ser una pieza importante de los Rangers en el centro de la defensa desde 1993 hasta 2004. Hubo un tiempo en el que pasó una temporada (1998/99) en el Crystal Palace. Pese a su buen desempeño no pudo evitar el descenso del equipo y volvió a Escocia.
Moore fue el capitán del "Olyroos", el equipo de fútbol olímpico australiano en los Juegos Olímpicos de Atenas 2004 en Grecia, cuando llegaron hasta los cuartos de final. Sin embargo, su participación enfadó al técnico del Rangers Alex McLeish quien le impidió participar en el principio de la temporada de liga escocesa. Moore fue despojado de la capitanía de club y vendido al Borussia Mönchengladbach de Alemania en enero de 2005.
Moore ganó 12 torneos nacionales con el Rangers.

### Borussia Mönchengladbach
El 3 de enero de 2005, Moore llegó al club alemán con Dick Advocaat como técnico. Sin embargo Advocaat fue despedido después de un corto tiempo y Moore abandonó el club alemán.

### Newcastle
El 30 de julio de 2005 firmó un contrato de un dos años con el Newcastle United para jugar por primera vez en la Premier League.
Moore hizo su debut en el Newcastle el 22 de marzo de 2006 contra Chelsea en los cuartos de final de FA Cup, convirtiéndose en el primer australiano en jugar para el Newcastle. Lamentablemente, las lesiones truncaron la carrera de Moore y sólo llegó a jugar en 9 ocasiones en la temporada 2005/06.
Moore volvió a lesionarse en noviembre de 2006 y estuvo ausente por varios meses. Volvió pero aún sentía molestias y no pudo recuperar el titularato ahora ocupado por Peter Ramage, Steven Taylor y Titus Bramble. Moore regresó y jugó en 22 ocasiones en la siguiente temporada. El 16 de mayo de 2007 se anunció que Moore no renovaría con Newcastle y fue liberado por el club. En total jugó 31 partidos con los 'Magpies'. 

### Brisbane Roar
Se rumoreó que el 25 de julio de 2007 que Moore firmó con el Brisbane Roar de su natal Australia convirtiéndose en el gran refuerzo del Roar por dos temporadas en la Hyundai A-League. Pronto, este rumor fue confirmado como cierto.
Sin embargo, Moore no empezó bien con el club de Brisbane. Fue expulsado al minuto 69 en el primer juego de la temporada frente al Adelaide United. Logró asentarse como titular y anotó su primer gol en le temporada 2008/09 ante el Perth Glory. En diciembre de 2008, Craig fue multado por apostar en dos partidos de la A-League. Las apuestas no involucraban a su club. Moore dejó el Brisbane Roar en diciembre de 2009 esperando regresar a Europa para aumentar sus chances de ser incluido en la escuadra australiana para la Copa Mundial de Fútbol de 2010.

## Clubes
| Club                     | País       | Año       |
| ------------------------ | ---------- | --------- |
| Rangers F.C.             | Escocia    | 1993-1998 |
| Crystal Palace FC        | Inglaterra | 1998-1999 |
| Rangers F.C.             | Escocia    | 1999-2005 |
| Borussia Mönchengladbach | Alemania   | 2005      |
| Newcastle United         | Inglaterra | 2005-2007 |
| Brisbane Roar            | Australia  | 2007-2009 |
| Kavala F.C.              | Grecia     | 2010      |
| Sydney United F.C.       | Australia  | 2010-2011 |

## Selección nacional
Ha sido internacional con la Selección de fútbol de Australia, ha jugado 37 partidos internacionales y ha anotado 3 goles.
Moore representó Australia en la Copa Mundial de Fútbol de 2006. Él marcó un penal contra Croacia en el minuto 39 minuto, permitiendo a Australia avanzar a segunda ronda.

### Participaciones en Copas del Mundo
| Mundial                        | Sede      | Resultado      |
| ------------------------------ | --------- | -------------- |
| Copa Mundial de Fútbol de 2006 | Alemania  | 8° de final    |
| Copa Mundial de Fútbol de 2010 | Sudáfrica | Fase de grupos |